# Liste der Monuments historiques in Saint-Voir
Die Liste der Monuments historiques in Saint-Voir führt die Monuments historiques in der französischen Gemeinde Saint-Voir auf.

## Liste der Bauwerke
| Bezeichnung        | Beschreibung                              | Standort | Kennzeichnung | Schutzstatus | Datum | Bild |
| ------------------ | ----------------------------------------- | -------- | ------------- | ------------ | ----- | ---- |
| Chapelle du Verger | Kapelle, erbaut Ende des 15. Jahrhunderts | (Lage)   | PA00093293    | Classé       | 1989  |      |

## Liste der Objekte
| Bezeichnung                                           | Beschreibung                    | Standort                     | Kennzeichnung | Schutzstatus | Datum | Bild |
| ----------------------------------------------------- | ------------------------------- | ---------------------------- | ------------- | ------------ | ----- | ---- |
| Skulptur Madonna mit Kind (Fotos in der Base Palissy) | Holz, 11./12. Jahrhundert       | in der Kirche St-Voir (Lage) | PM03000614    | Classé       | 1990  |      |
| Gemälde Madonna mit Kind (Foto in der Base Palissy)   | 17. Jahrhundert                 | in der Kirche St-Voir (Lage) | PM03001390    | Inscrit      | 1975  |      |
| Skulptur Madonna mit Kind                             | Holz, Ende des 18. Jahrhunderts | in der Kirche St-Voir (Lage) | PM03001377    | Inscrit      | 1974  |      |